# Rosa Medina Feijoo
Rosa Yris Medina Feijoo (Tumbes, 30 de abril de 1958) es una obstetriz, periodista y política peruana. Fue Presidenta del Gobierno Regional de Tumbes entre 2003 y 2006.
Nació en Tumbes, Perú, el 30 de abril de 1958. Cursó sus estudios primarios y secundarios en su ciudad natal. Entre 1975 y 1979 cursó estudios superiores de periodismo en la Universidad de Piura. Asimismo, entre 1988 y 1993 cursó la carrera de obstetricia en la Universidad Nacional de Tumbes. Entre 1997 cursó la maestría en docencia de nivel superior en la Universidad Nacional Mayor de San Marcos en convenio con la Universidad de Machala. Entre 2008 y 2016 cursó el doctroado en Salud Pública en la Universidad Nacional Federico Villarreal en Lima.
Su primera participación política se dio en las elecciones generales del 2001 cuando fue candidata a congresista por el departamento de Tumbes sin éxito. En las elecciones regionales del 2002 fue elegida presidenta del Gobierno Regional de Tumbes. Tentó su reelección en las elecciones regionales del 2006 sin éxito. Participó en las elecciones generales del 2016 nuevamente como candidata al congreso sin éxito.